# 221
El año 221 (CCXXI) fue un año común comenzado en lunes del calendario juliano, en vigor en aquella fecha.
En el Imperio romano el año fue nombrado como el del consulado de Grato y Vitelio o, menos comúnmente, como el 974 Ab urbe condita, siendo su denominación como 221 posterior, de la Edad Media, al establecerse el Anno Domini.

## Acontecimientos

### Imperio romano
- El emperador Heliogábalo adopta a su primo Alejandro Severo, dándole el título de César.

### Asia
- El período de los Tres Reinos empieza en China; llega hasta el año 280.

## Fallecimientos
- En China, Zhang Fei es asesinado por uno de sus hombres mientras dormía.
- En China, Lady Zhen es forzada a suicidarse por su esposo Cao Pi.